# Lev Pontryagin
Lev Semenovich Pontryagin (em russo:  Лев Семёнович Понтрягин; Moscou, 3 de setembro de 1908 — Moscou, 3 de maio de 1988) foi um matemático russo, considerado um dos maiores matemáticos do século XX. Perdeu a visão quando foi vítima de um acidente aos 14 anos.
Embora não enxergasse, Pontryagin se tornou um dos grandes gênios da matemática, com a ajuda de sua mãe Tatyana Andreevna que lia artigos e livros para ele (incluindo, os trabalhos de Heinz Hopf, J. H. C. Whitehead, e Hassler Whitney).
O matemático fez descobertas importantes em várias áreas da matemática, incluindo topologia algébrica e topologia diferencial.

## Vida
Pontryagin ficou completamente cego devido a uma explosão de fogão quando tinha 14 anos. Entretanto, sua mãe Tatyana se transformou em seus olhos, não aceitando que a deficiência visual fosse um percalço para sua carreira que viria a ascender.
Tatyana também aprendeu outros idiomas para poder ler artigos internacionais para Pontryagin, sobretudo descrevendo os sinais e os símbolos matemáticos que apareciam nos textos para o filho. Por exemplo, o sinal de contido  na expressão {\displaystyle A\subset B} era descrito como uma curva voltada para direita. Então, Pontryagin entendia que o conjunto A é um subconjunto do conjunto B ou que o conjunto A está contido no conjunto B.
Logo que ingressou na Universidade de Moscou, Pontryagin chamou atenção de todos por dominar a linguagem matemática e se destacar entre seus colegas sem deficiência visual. Pontryagin passou a escrever importantes trabalhos matemáticos com seus professores. Tatyana trabalhou por vários anos como uma espécie de secretária para seu filho, lendo em voz alta e datilografando artigos.
Depois de formado, Pontryagin deu continuidade aos seus trabalhos na Universidade de Moscou com contribuições significativas para algumas áreas da matemática. Hoje o nome do matemático é associado a teoremas e princípios matemáticos, em especial equações diferenciais ordinárias como o princípio mínimo de Pontryagin.

## Trabalho
Enquanto era estudante, Pontryagin trabalhou na teoria da dualidade para homologia. O matemático desenvolveu fundações para a teoria abstrata da transformada de Fourier, agora chamada de dualidade de Pontryagin. Pontryagin e René Thom são considerados os codescobridores da ideia central da teoria do cobordismo. Isto é, que o cobordismo emoldurado e a homotopia estável são equivalentes.
Por volta de 1940, isto levou à introdução de uma teoria de certas classes características, agora chamadas de classes de Pontryagin, destinadas a desaparecer em uma variedade múltiplo que é uma fronteira. Em 1942, Pontryagin introduziu as operações de cohomologia, agora chamadas de quadrados de Pontryagin. Também há exemplos específicos de espaços de Kerin, chamados de espaços de Pontryagin, na teoria do operador.
Posteriormente, Pontryagin trabalhou na teoria do controle ótimo. O seu princípio máximo é fundamental para a teoria moderna da otimização. O matemático também introduziu a ideia de um princípio bang-bang para descrever situações em que a condução máxima deve ser aplicada a um ou a nenhum sistema.
Pontryagin escreveu várias monografias influentes, além de livros populares de matemática. A deficiência visual desde os 14 anos reforça ainda mais as realizações científicas de Pontryagin. Os alunos de Pontryagin incluem Dmitri Anosov, Vladimir Boltyansky, Revaz Gamkrelidze, Evgeni Mishchenko, Mikhail Postnikov, Vladimir Rokhlin e Mikhail Zelikin.

## Aplicações
Pontryagin trabalhou com as equações diferenciais ordinárias especialmente na teoria de controle, que se aplica a sistemas como automação industrial e atividades de robôs. Hoje as contribuições de Pontryagin também são aplicadas a outras áreas da física, engenharia e economia. Entre os exemplos de aplicações estão:
- Cálculo de aumento e diminuição da inflação.
- Cálculo da  taxa de desemprego.
- Cálculo da variação dos preços dos alimentos.
- Plano de trajetória de um foguete para a Lua.
- Correção de rota de um navio no mar.

## Controvérsias
Quando o proeminente matemático judeu soviético Grigory Margulis foi selecionado pela IMU para receber a Medalha Fields no Congresso Internacional de Matemáticos de 1978, Pontryagin (membro do comitê executivo da IMU na época) objetou vigorosamente. Embora a IMU tenha respeitado sua decisão de conceder a Medalha Fields à Margulis, Margulis teve o visto de saída negado pelas autoridades soviéticas e não pôde comparecer ao evento pessoalmente. Pontryagin também participou em algumas campanhas políticas notórias na União Soviética. Notavelmente, no caso Nikolai Luzin.
Pontryagin foi acusado de anti-semitismo em várias ocasiões. Por exemplo, ao atacar Nathan Jacobson de ser um cientista medíocre representando o movimento sionista, enquanto os dois homens eram vice-presidentes da União Internacional de Matemática (IMU, na sigla em inglês). Pontryagin rejeitou acusações de anti-semitismo em um artigo publicado na Science em 1979, alegando que lutou contra o sionismo, considerado por ele uma forma de racismo.

## Exemplo de vida
Não se deve esquecer da dedicação e determinação da mãe de Pontryagin. Isto, somado ao talento matemático do filho, foram cruciais para render grandes descobertas durante toda a vida do matemático. Pontryagin recebeu prêmios e honrarias por seus resultados em várias áreas na matemática. Depois publicar alguns livros, foi eleito membro da Academia de Ciências Soviética e de outras instituições. Pontryagin faleceu em 1988, deixando grandes contribuições para matemática e para a vida.

## Publicações
- Pontrjagin, L. (1939), Topological Groups, Princeton Mathematical Series, 2, Princeton: Princeton University Press, MR 0000265
- 1962 - Ordinary Differential Equations
- 1962 - The Mathematical Theory of Optimal Processes
- 1963 - Foundations of Combinatorial Topology